# Eka Tjipta Widjaja
Eka Tjipta Widjaja (chiń. 黄奕聪; ur. 3 października 1923 w Quanzhou, zm. 26 stycznia 2019 w Dżakarcie) – chińsko-indonezyjski przedsiębiorca; założyciel konglomeratu Sinar Mas Group. 
Jego majątek szacowany był na 8,6 mld USD.